# Oehl (Band)
Oehl ist ein 2016 gegründetes österreichisches Musikprojekt.

## Geschichte
Bis 2022 bildeten Ariel Oehl und Hjörtur Hjörleifsson das Fundament des Projekts. Das Duo wurde bei Konzerten von Patricia Ziegler, Katrin Paucz und David Ruhmer begleitet. Die Band tourte im Vorprogramm von Herbert Grönemeyer. Das Debütalbum Über Nacht erschien bei seinem Label Grönland Records. Im Jahr 2021 veröffentlichten sie die EP 100% Hoffnung.
Hjörleifsson hatte zuvor bereits fünf Alben mit der Band Chili and the Whalekillers eingespielt. Anfang 2022 verließ er das Projekt Oehl und widmete sich der Band Endless Wellness.
Im selben Jahr erschien mit Keine Blumen das zweite Album. Im Beipacktext schrieb Ariel Oehl: „Im Prinzip ist das Album eine einzige Entschuldigung an meinen fünfjährigen Sohn, dass ich ihm nicht diese unversehrte Welt anbieten kann, die ich ihm gern anbieten würde.“ Er schrieb die Musik für das Theaterprojekt Tom auf dem Lande, das von Februar bis Juni 2024 am Linzer Landestheater zu sehen war. Seine Live-Einbindung in das Stück nannte er im April 2024 auch als Motivation für die Verschiebung seiner "Tour der guten Hoffnung" ins Frühjahr 2025.

## Stil
Bei den Texten lässt sich Ariel Oehl von deutschsprachiger Lyrik, wie beispielsweise von Rainer Maria Rilke inspirieren.

## Diskografie
Singles
- 2018: Neue Wildnis
- 2018: Keramik (Grönland Records)
- 2019: Über Nacht (Ink Music)
- 2019: Tausend Formen
- 2019: Wolken
- 2020: Tausend Formen (Culk Version)
- 2020: Anlegen (Children Version) (mit Children)
- 2020: Auðn (neue Wildnis) (mit Brynja)
- 2020: Brumm Brumm (mit Yukno, Autodrom)
- 2021: Arbeit (Grönland Records)
- 2021: 300.000 (Grönland Records)
- 2022: Weitergehen (Grönland Records)
- 2022: Keine Blumen
- 2022: Schönland
- 2022: Kleinigkeiten, die keine sind (Demo) (Grönland Records)
- 2023: Die Arbeit des Frühlings
- 2023: Das Fest
- 2024: Wohnzimmerlandschaft
- 2025: Lieben wir

EPs
- 2020: Im Spiegel
- 2021: 100% Hoffnung (Grönland Records)
- 2022: Bis einer weint
- 2022: Ruh
- 2024: TOM

Alben
- 2020: Über Nacht (Grönland Records)
- 2022: Keine Blumen (Grönland Records)